# Loma Hermosa, delstaten Mexiko
Loma Hermosa är en ort i Mexiko, tillhörande kommunen Jiquipilco i den nordvästra delen av delstaten Mexiko. Orten hade 792 invånare vid folkräkningen 2010.